# Upplands runinskrifter 1014
Upplands runinskrifter 1014 (U 1014) är en runsten som står utanför Ärentuna kyrka norr om Uppsala. Strax bredvid, några meter därifrån står runstenen U 1015.

## Inskriften
Texten inom [ ] tillagt efter Bureus teckning:
Translitterering: iolmkeR • lit • raisa • stain • ifti[R • iulfast • uk • ] suartufþa • suni • sina • 
Normaliserad: HolmgæiRR let ræisa stæin æftiR Igulfast(?) ok Svarthofða, syni sina. 
Nusvenska:  »Holmger lät resa stenen till minne av Igulfast(?) och Svarthövde, sina söner.»